# Edward Kowalczyk (oficer)
Edward Kowalczyk (ur. 1 sierpnia 1944 w Obicach) – pułkownik dyplomowany Wojska Polskiego.

## Życiorys
Służbę w Wojsku Polskim rozpoczął w 1963  jako podchorąży Oficerskiej Szkoły Artylerii Przeciwlotniczej w Koszalinie. W 1966 roku został promowany na stopień podporucznika i przydzielony do 13 dywizjonu artylerii przeciwlotniczej w Elblągu na stanowisko dowódcy plutonu 57 mm armat przeciwlotniczych S-60. Po rocznym okresie dowodzenia przeszedł przeszkolenie rakietowe i został skierowany do 61 pułku artylerii Wojsk Obrony Przeciwlotniczej w Jarominie. Dowodził kolejno plutonem rakiet przeciwlotniczych i baterią startową, a w 1970 roku objął obowiązki szefa sztabu-zastępcy dowódcy dywizjonu ogniowego. W latach 1973–1976 był słuchaczem Akademii Sztabu Generalnego w Rembertowie. Po studiach został zastępcą dowódcy 55 pułku przeciwlotniczego do spraw liniowych. W 1979 roku objął obowiązki dowódcy 55 pułku artylerii przeciwlotniczej w Szczecinie. Następnie został skierowany na Podyplomowe Studia Operacyjno-Strategiczne w ASG WP. W 1989 roku przekazał dowodzenie pułkiem i objął stanowisko zastępcy szefa Wojsk OPL Pomorskiego Okręgu Wojskowego. W 1991 przejął obowiązki szefa Wojsk OPL Pomorskiego Okręgu Wojskowego. W latach 1997–2002 by zastępcą szefa Wojsk OPL Wojsk Lotniczych i Obrony Powietrznej.

## Ordery i odznaczenia
- Krzyż Oficerski Orderu Odrodzenia Polski
- Srebrny Krzyż Zasługi
- Złoty Medal "Siły Zbrojne w Służbie Ojczyzny"
- Złoty Medal "Za Zasługi dla Obronności Kraju"